# Федчук, Артём Константинович
Артём Константинович Федчук (20 декабря 1994, Липецк) — российский футболист, нападающий. Мастер спорта России.

## Карьера
Начал заниматься футболом в шесть лет в секции липецкого «Металлурга»; первый тренер — Эдуард Владимирович Шаповалов. В 13 лет на турнире в Москве был замечен селекционерами московского «Спартака» и получил приглашение в Академию «красно-белых». 9 апреля 2011 года дебютировал в молодёжной команде «Спартака» в матче с «Тереком» (7:0), в котором забил два гола и в перерыве был заменён. Всего в 2011—2016 годах в молодёжном первенстве в 89 матчах забил 33 гола.
5 октября 2013 в матче первенства Первенства ПФЛ против «Калуги» дебютировал в составе команды «Спартак-2» — вышел на замену на 72-й минуте. 9 и 15 апреля сыграл ещё два неполных матча. В сезонах 2015/16 и 2016/17 в Первенстве ФНЛ сыграл за «Спартак-2» 48 матчей, забил 11 голов. Перед сезоном 2017/18 перешёл в курский «Авангард», с которым вышел в финал Кубка России 2017/18. В декабре 2019 года расторг контракт с «Авангардом», после чего перешёл в «Тамбов», где дебютировал в премьер-лиге, проведя 7 матчей в весенне-летней части чемпионата и отметившись в них одной голевой передачей в игре с «Зенитом». В августе 2020 года был отдан в аренду в «Нижний Новгород». В январе 2021 года перешёл в московский «Велес», также на правах аренды.
В июне 2021 года пополнил состав песчанокопской «Чайки», подписав двухлетний контракт, но после того, как незадолго до старта сезона «Чайка» за организацию договорных матчей была переведена из ФНЛ во Второй дивизион, самовольно покинул расположение клуба, вскоре перебравшись в СКА (Ростов-на-Дону). 10 августа, после консультаций с Государственной трудовой инспекцией Ростовской области, ФК «Чайка» удовлетворил заявление Федчука об увольнении. По словам генерального директора «Чайки» Максима Пономарёва в клубе безуспешно «пытались урегулировать сложившуюся ситуацию» с игроком, и в конце августа клуб из Песчанокопаского обратился в палату по разрешению споров РФС с требованиями применить к футболисту спортивные санкции и обязать его выплатить компенсацию за досрочное расторжение соглашения без уважительных причин. 10 ноября 2021 года по итогам заседания палаты «Чайке» было отказано
Вторую часть сезона 2022/23 провёл в «Новосибирске». В июле 2023 года перешёл в «Калугу».
20 июля 2023 года Спортивный арбитражный суд (CAS) Лозанны удовлетворил иски ФК «Чайка» (Песчанокопское) к двум игрокам, покинувшим «Чайку» в 2021 году — Федчуку и Марату Апшацеву, обязав их выплатить клубу компенсацию в 10 миллионов рублей каждому за расторжение контрактов без уважительной причины. 31 августа 2023 года КДК РФС были рассмотрены заявления ФК «Чайка» (Песчанокопское) от 25 июля 2023 года в отношении этих футболистов в связи с неисполнением ими решения CAS о погашении долга перед ФК «Чайка» в 10 миллионов рублей каждый. В связи с неисполнением решения CAS Федчук был дисквалифицирован на 6 месяцев во всех спортивных соревнованиях под эгидой РФС. 2 сентября контракт Федчука с «Калугой» был расторгнут по соглашению сторон. 29 февраля 2024 года получил новую дисквалификацию по той же причине (неисполнение решения CAS по выплате 10 миллионов рублей клубу «Чайка»): на заседании бюро исполкома РФС был дисквалифицирован на 1 год во всех спортивных соревнованиях под эгидой РФС, начиная с 6 марта.

## Достижения
«Спартак» (Москва)
- Победитель молодёжного первенства России: 2012/13

«Авангард» (Курск)
- Финалист Кубка России: 2017/18